# Cantón de Langeac
El cantón de Langeac era una división administrativa francesa, que estaba situada en el departamento de Alto Loira y la región de Auvernia.

## Composición
El cantón estaba formado por once comunas:
- Langeac
- Chanteuges
- Charraix
- Mazeyrat-d'Allier
- Pébrac
- Prades
- Saint-Arcons-d'Allier
- Saint-Bérain
- Saint-Julien-des-Chazes
- Siaugues-Sainte-Marie
- Vissac-Auteyrac

## Supresión del cantón de Langeac
En aplicación del Decreto n.º 2014-162 de 17 de febrero de 2014, el cantón de Langeac fue suprimido el 22 de marzo de 2015 y sus 11 comunas pasaron a formar parte; nueve del nuevo cantón de las Gargantas del Allier-Gévaudan y dos del nuevo cantón del País de Lafayette.